# Dauphiné

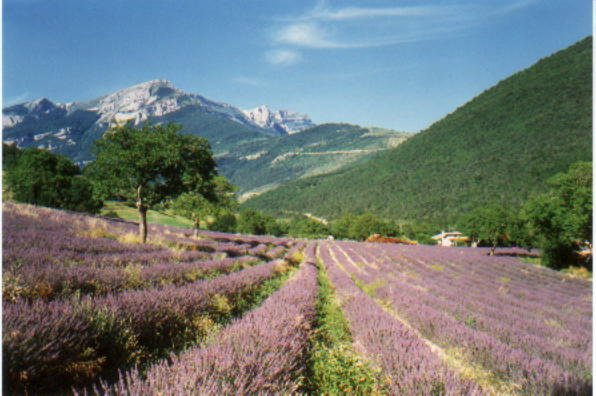
Provençal Drôme

Dauphiné är ett område i sydöstra Frankrike mellan Rhône och italienska gränsen, söder om Savojen och norr om Provence. Området var en självständig stat mellan 1040 och 1349, och blev därefter en fransk provins. Traditionell huvudort är Grenoble.